# Duckeodendron
Duckeodendron, monotipski biljni rod iz porodice Solanaceae smješten u vlastitu potporodicu Duckeodendroideae. Jedina vrsta je D. cestroides, brazilski endem iz država Pará, Amazonas.

## Opis
Duckeodendron cestroides je zimzeleno drvo uske, izdužene krošnje; može narasti 15 - 30 metara. Ravno stablo može biti promjera 40 - 80 cm.

## Namjene
Drvo je srednje teksture, umjerene težine, umjerenih mehaničkih svojstava i dobre trajnosti. Koristi se u izradi ormara, okvira vrata i prozora, stropova, drvenih cipela (klompi), drški za alate, čačkalica i dasaka. O ljekovitosti i jestivosti bilo kojega dijela još nije ništa poznato.
Vrsta je opisana u Archivos do Jardim Botânico do Rio de Janeiro 4: 362. 1925.